# Chloropteryx longipalpis
Chloropteryx longipalpis är en fjärilsart som beskrevs av W. Warren 1900. Chloropteryx longipalpis ingår i släktet Chloropteryx och familjen mätare. Inga underarter finns listade i Catalogue of Life.